# 2009年雲林縣第二選舉區立法委員缺額補選
中華民國第七屆立法委員雲林縣第二選舉區缺額補選，為中華民國（台灣）雲林縣第二選舉區（包括崙背鄉、二崙鄉、西螺鎮、莿桐鄉、林內鄉、斗六市、大埤鄉、斗南鎮、古坑鄉）原任立法委員，中國國民黨籍的張碩文因其父親張輝元及競選總部主要人員涉嫌賄選一事，被臺灣高等法院台南分院判決當選無效定讞後所進行的選舉，於2009年9月26日進行，並由民主進步黨提名的劉建國當選。

## 背景
在2008年中華民國立法委員選舉中，時任雲林縣議員劉建國在此選區代表民主進步黨參選，惟因同屬泛綠陣營的尹伶瑛同時參選，以9%、近一萬八千票落敗於中國國民黨提名之張碩文，張碩文於2008年2月1日就職。2月19日，張碩文因疑似賄選遭劉建國提出當選無效之訴。2009年6月30日，臺灣高等法院臺南分院維持原雲林地方法院判決，當選無效定讞。
7月24日，中央選舉委員會發布新聞稿，將選舉日期定為2009年9月26日。，並於7月26日發布選舉公告。8月3日至8月7日受理登記（後因颱風莫拉克影響延至8月10日），共有民主進步黨提名的劉建國、無黨籍的張輝元及中國國民黨提名之張艮輝三人登記參選，原先領表的前台灣團結聯盟立法委員尹伶瑛則未辦理登記。。
8月26日，進行號次抽籤。抽籤結果，無黨籍的張輝元1號、中國國民黨提名的張艮輝2號、民主進步黨提名的劉建國3號。

## 候選人與競選過程

### 張輝元
國民黨籍雲林農田水利會會長張輝元2007年為參選立委的兒子張碩文賄選，事跡敗露後，教唆他人出面頂替是幕後提供買票資金者。2008年2月24日，張輝元遭逮捕並且收押一個多月，直到2008年4月18日，被依違反選罷法起訴求處30年重刑、併科罰金5千萬元、褫奪公權10年，才獲准以一千萬元交保。檢方查出張輝元在24日落網前，曾主持「串證會議」。2008年10月24日，張輝元被以違反選罷法、教唆頂替等罪，判處徒刑5年8月，併科罰金200萬元。法院指出，張輝元曾於2007年11月攜帶一只裝滿現鈔大紙箱，試圖在彰化銀行台北市古亭分行兌換500元鈔被拒。之後以水利會系統，分5個組織在斗六等地以每票500元進行買票，甚至整個里都買；該賄選案有百餘名水利會幹部、鄰里長、農會人員被起訴判刑，另有3000多名收賄選民緩起訴或不起訴，創下台灣賄選人數最多紀錄。2009年7月15日，張輝元決定代子出征，爭取國民黨提名參選雲林縣第二選區立委補選。2009年7月27日，在前雲林縣長張榮味強力推荐下，前雲林縣政府教育局長張艮輝向國民黨提出入黨申請，可望代表國民黨參選。2009年7月30日，張輝元宣布退出國民黨，將以無黨籍身分參選。
2009年8月6日，張前往雲林縣選舉委員會登記參選。選舉結果張輝元高票落選。2009年11月11日，台南高分院二審依違反選罷法、教唆頂替罪判處張輝元5年8個月徒刑。2009年12月18日，張輝元入獄服刑。張輝元另涉賄選罪遭判刑4年6個月，仍可上訴。張輝元家人表示將上訴到底。

### 張艮輝
張艮輝曾任雲林縣教育局局長，參選時為雲林科技大學環境安全研究所副教授，中國國民黨於2009年8月5日宣布徵召張代表該黨參與立委補選。8月9日，張前往雲林縣選舉委員會登記參選。
2009年8月30日，民主進步黨籍的前雲林縣副縣長高孟定出席張艮輝斗六區競選總部成立大會，批評民進黨「向下沉淪」、提名「一個只想為自己爭一口氣的人選」劉建國參選、犧牲「博士人才」李應元，所以他對民進黨已經沒有期待，他不怕被民進黨開除黨籍，所以他公開支持張艮輝以讓雲林縣「向上提升」。民進黨雲林縣黨部主任委員許根尉反批，高孟定鄙視劉建國的學歷，雲林縣民應該體會「學歷不代表能力，雲林縣要的是為民服務的立委」。

#### 國民黨籍候選人張艮輝涉嫌賄選案
2009年9月19日，斗南鎮支持張艮輝的阿丹里里長曾明瑞被查獲涉嫌向10餘名鄰長買票，11名鄰長坦承收到1千元並繳回。力挺張艮輝的鎮代會主席蔡東富也遭約談，但查無涉案證據。張艮輝當天下午在雲林地檢署前召開記者會，質疑賄選案是張碩文主導栽贓，張碩文的連襟宋建緯也有參與，兩名坦承收賄的鄰長宋福財及簡英露也「百分之百相信此栽贓行為是張碩文主導！」張碩文立刻請宋福財及簡英露到競選總部召開記者會，兩人改口否認稍早所言，張碩文表示要控告張艮輝陣營誹謗及違反選罷法。在當晚張艮輝造勢晚會上，前縣長張榮味批評昔日戰友張輝元是「偽善」、劉建國是「卒仔」。張榮味批張輝元心機重，知道自己不會當選也不讓張艮輝當選，寧可讓形象差的劉建國當選，以利兒子張碩文兩年後捲土重來 。
2009年9月20日下午，張碩文召開記者會，舉發張艮輝前晚造勢晚會結束後，有人在斗六市溪洲里理想社區的遊覽車上發給每名參加者五百元，涉嫌賄選，張碩文當場透過競選總部人員，將賄選相關資料傳真至雲林地檢署；張艮輝競選總部發言人許宇甄指出，根本是子虛烏有、抹黑、造謠。
2009年9月21日下午，張碩文至雲林地檢署控告張艮輝競選總幹事龔興生，在公開場合指他栽贓賄選，已涉嫌毀謗及違反選罷法的意圖使人不當選等罪嫌誹謗，張碩文並且質疑張艮輝若無買票，為何要在9月20日上午，把遭羈押的里長曾明瑞的母親請到張榮味在青埔的住宅，並向曾母承諾會支付曾明瑞的訴訟費，並代為尋找律師打官司，分明就是串證。2009年9月22日，張碩文於聯合報刊登整版廣告嘲諷力挺張艮輝的張榮味。
2010年4月28日下午，雲林地方法院刑事判決，阿丹里里長曾明瑞犯公職人員選舉罷免法第99條第1項之交付賄賂罪，處有期徒刑2年，緩刑4年，褫奪公權4年。

#### 張艮輝競選總幹事龔興生涉嫌自導自演遭電話恐嚇案
2009年9月21日，張艮輝與競選總幹事、前國大代表龔興生召開記者會，公佈張艮輝9月20日天晚上9時25分許，接獲行動電話恐嚇，對方聲稱若繼續支持張艮輝，「把他全家收掉」。全案由警方根據龔興生提出顯示的行動電話號碼調查中，並質疑「打一場優質選舉有這麼困難嗎？」
2009年11月16日，雲林地檢署偵辦後發現，該通恐嚇電話是龔興生的二哥龔興祥使用購自一名外籍女傭的電話卡撥打的，認為是兄弟兩人自導自演，企圖轉移社會焦點達到造勢效果，以利張艮輝當選，將兩人以誣告罪提起公訴。

### 劉建國
劉建國曾任斗六市市民代表及第14、15屆雲林縣議員，參選時亦為民主進步黨雲林縣議會黨團召集人。張碩文當選無效判決定讞當日，劉建國旋即宣布參選。在與時任雲林縣副縣長之李應元及前立法委員林樹山協調後，民主進步黨於2009年7月12日宣布提名劉代表該黨參與立委補選。其他兩位擬參選人均同意提名結果，支持劉建國並全力投入輔選行列。8月5日，劉前往雲林縣選舉委員會登記參選。

## 選舉結果
| 2009年雲林縣第二選舉區立法委員補選選舉結果 | 2009年雲林縣第二選舉區立法委員補選選舉結果 | 2009年雲林縣第二選舉區立法委員補選選舉結果 | 2009年雲林縣第二選舉區立法委員補選選舉結果 | 2009年雲林縣第二選舉區立法委員補選選舉結果 | 2009年雲林縣第二選舉區立法委員補選選舉結果 | 2009年雲林縣第二選舉區立法委員補選選舉結果 |
| 號次                                       | 候選人                                     | 政黨                                       | 得票數                                     | 得票率                                     | 當選標記                                   |                                            |
| ------------------------------------------ | ------------------------------------------ | ------------------------------------------ | ------------------------------------------ | ------------------------------------------ | ------------------------------------------ | ------------------------------------------ |
| 1                                          | 張輝元                                     | 無黨籍                                     | 22,747                                     | 18.01%                                     |                                            |                                            |
| 2                                          | 張艮輝                                     | 中國國民黨                                 | 29,278                                     | 23.18%                                     |                                            |                                            |
| 3                                          | 劉建國                                     | 民主進步黨                                 | 74,272                                     | 58.81%                                     |                                            |                                            |
| 選舉人數                                   | 選舉人數                                   | 選舉人數                                   | 279,854                                    | 279,854                                    | 279,854                                    |                                            |
| 投票數                                     | 投票數                                     | 投票數                                     | 127,483                                    | 127,483                                    | 127,483                                    |                                            |
| 有效票                                     | 有效票                                     | 有效票                                     | 126,297                                    | 126,297                                    | 126,297                                    |                                            |
| 無效票                                     | 無效票                                     | 無效票                                     | 1,186                                      | 1,186                                      | 1,186                                      |                                            |
| 投票率                                     | 投票率                                     | 投票率                                     | 45.55%                                     | 45.55%                                     | 45.55%                                     |                                            |